# Gmina Taylor (hrabstwo Allamakee)

Położenie Gminy Taylor w hrabstwie Allamakee

Gmina Taylor (ang. Taylor Township) – gmina w USA, w stanie Iowa, w hrabstwie Allamakee. Według danych z 2000 roku gmina miała 618 mieszkańców.